# 석장리박물관
석장리박물관은 충청남도 공주시에 있는 구석기 역사 박물관이다.
공주 석장리유적은 사적 제334호로, 공주시 석장리동 118번지 일원에 위치해 있다.

## 연혁
- 1964.05. 석장리 유적에서 뗀석기를 찾음
- 1964.11. 연세대학교 대학원 발굴조사
- 1965.~74. 연세대 박물관 발굴조사
- 1990.10.26.공주 석장리 구석기 유적지 사적지정(제334호)
- 1990. 36번 국도건설과 석장리 구석기유적지 보존문제 대두
- 1991. 공주군에서 석장리구석기유적전시관 기본설계 발주
- 1991.12. 전시관 계획 설계 완료
- 1995. 시군통합으로 공주시로 사업 이관
- 1996.04. 문화재청의 전시관 건립공사 설계 승인
- 1997.03.15 전시관 부지조성 및 건축공사 착공
- 1999.12. 전시관 건축 완료
- 2000.12. 부대시설 착공(진출입로, 주차장, 화장실, 조경, 담장 등)
- 2004.09. 석장리구석기 유적 전시관 전시 및 개관 자문회의
- 2005.05. 『전시관→박물관』으로 개관목표 상향조정 ⇒ 전시관 설계 및 구조 변경
- 2005.12. 유물 수집(기증)
- 2006.02. 1종 전문박물관으로 등록(충남 제4호)
- 2006.09.15. 석장리 출토 국가귀속유물 대여(국립공주박물관, 261점)
- 2006.09.26. 석장리박물관 개관
- 2009.05.05. 파른 손보기 기념관 개관
- 2009.12 체험학습관 및 산책로 준공
- 2012.09 상설전시실 리노베이션공사
- 2018 .01 전시관, 손보기기념관, 체험학습관 리노베이션

## 시설 현황
- 전시관, 선사공원 , 석장리 유적지, 체험공간, 파른 손보기 기념관

## 관람 안내
관람시간
- 관람시간: 09:00 ~ 18:00
- 매표시간: 09:00 ~ 17:30

휴관일
- 설날 및 추석 당일
- 공주시장이 박물관의 관리운영상 정하는 휴관일